# Matthew Locke
Matthew Locke, także Lock (ur. 1621–1622 w Exeter, zm. w sierpniu 1677 w Londynie) – angielski kompozytor.

## Życiorys
W młodości był chórzystą w katedrze w Exeter, gdzie był uczniem Edwarda Gibbonsa, Williama Wake’a i Johna Lugge’a. Od około 1646 do 1651 roku przebywał w Republice Zjednoczonych Prowincji, dokąd prawdopodobnie udał się wraz z wygnanymi rojalistami. W 1651 roku wrócił do Anglii i osiadł przypuszczalnie w okolicach Hereford, działając w następnych latach jako twórca muzyki do dzieł scenicznych. Był współtwórcą The Siege of Rhodes, pierwszej w całości śpiewanej angielskiej opery. Po restytucji monarchii w 1660 roku pełnił służbę na dworze Karola II, piastował funkcję kompozytora muzyki dla zespołu instrumentów dętych i dla zespołu skrzypków. Prowadził wykonaniem muzyki podczas uroczystości koronacji królewskiej w 1661 roku. Od 1662 roku był nadwornym organistą królowej Katarzyny. Wywarł wpływ na twórczość Henry’ego Purcella.

## Twórczość
(na podstawie materiałów źródłowych)

### Utwory sceniczne
- opera The Siege of Rhodes, wspólnie z innymi twórcami (Londyn 1656, muzyka nie zachowała się)
- opera The Tempest według Szekspira, wspólnie z innymi twórcami (Londyn 1674)
- Psyche (Londyn 1675)
- muzyka do maski Jamesa Shirleya Cupid and Death, wspólnie z Christopherem Gibbonsem (1653, niezachowana; wersja zrewidowana 1659)
- muzyka do Makbeta Szekspira (ok. 1663–1674)

### Muzyka instrumentalna
- tańce i suity na zespół smyczkowy
- muzyka na instrumenty dęte, w tym His Majesty’s Sagbutts and Cornetts

### Muzyka wokalna
- ponad 35 anthemów
- 15 motetów do tekstów w j. łacińskim
- 6 kanonów
- 4 pieśni religijne
- ponad 25 pieśni świeckich

## Prace
(na podstawie materiałów źródłowych)
- Observations upon a Late Book, Entitled, An Essay to the Advancement of Musick, etc., written by Thomas Salmon, M.A. of Trinity Coll. in Oxford: by Matthew Locke (Londyn 1672)
- The Present Practice of Musick Vindicated against the Thomas Salmon M.A. etc. by Matthew Locke... to which is added Duellum Musicum by John Phillips... together with a Letter from John Playford to Mr. T. Salmon by way to Confutation of his Essay (Londyn 1673)
- Melothesia, or, Certain General Rules for Playing upon a Continued-Bass, with a Choice Collection of Lessons for the Harpsichord and Organ of all Sorts: Never before published (Londyn 1673)